# The Beatles' Winter 1963 Helen Shapiro Tour
The Beatles' Winter 1963 Helen Shapiro Tour è il nome di una tournée dei Beatles, svoltasi interamente in Gran Bretagna nel 1963.
In questa occasione i Beatles si esibirono insieme alla cantante londinese Helen Shapiro. 
Gli artisti di supporto furono Dave Allen e Kenny Lynch.
Il tour venne organizzato dalla Arthur Howes Agency. Questa fu la prima volta che i Beatles lavorarono con Howes. 

## Programma e scaletta
Ecco il programma-tipo interpretato in questa tournée. 
1. A Taste of Honey (Bobby Scott)
2. Please Please Me
3. Love Me Do
4. Beautiful Dreamer (Stephen Foster)
5. There's a Place
6. Hold Me Tight
7. Not a Second Time

## Tappe
| N° | Data             | Città                       | Luogo                     | Spettatori |
| -- | ---------------- | --------------------------- | ------------------------- | ---------- |
| 1  | 2 febbraio 1964  | Bradford, Regno Unito       | Gaumont Cinema            | 17 130     |
| 2  | 5 febbraio 1964  | Doncaster, Regno Unito      | Doncaster Gaumont         | 16 000     |
| 3  | 6 febbraio 1963  | Bedford, Regno Unito        | Bedford Granada           | 14 720     |
| 4  | 7 febbraio 1963  | Wakefield, Regno Unito      | ABC Cinema                | 20 261     |
| 5  | 8 febbraio 1964  | Carlisle, Regno Unito       | Regal                     | 18 700     |
| 6  | 9 febbraio 1964  | Sunderland, Regno Unito     | Sunderland Empire Theatre | 5 000      |
| 7  | 23 febbraio 1963 | Mansfield, Regno Unito      | Mansfield Granada         | 32 520     |
| 8  | 24 febbraio 1963 | Coventry, Regno Unito       | Coventry Theatre          | 16 000     |
| 9  | 26 febbraio 1963 | Taunton, Regno Unito        | Gaumont Cinema            | 31 700     |
| 10 | 27 febbraio 1963 | York, Regno Unito           | Rialto Theatre            | 13 000     |
| 11 | 28 febbraio 1963 | Shrewsbury, Regno Unito     | Granada Theatre           | 39 500     |
| 12 | 1 marzo 1963     | Southport, Regno Unito      | Odeon Cinema              | 27 000     |
| 13 | 2 marzo 1963     | Sheffield, Regno Unito      | Sheffield City Hall       | 39 000     |
| 14 | 3 marzo 1963     | Stoke-on-Trent, Regno Unito | Gaumont Cinema            | 5 000      |

## Formazione
- John Lennon - voce, chitarra
- Paul McCartney - voce, basso
- George Harrison - voce, chitarra
- Ringo Starr - voce, batteria

### Supporto
- Helen Shapiro
- Kenny Lynch
- Dave Allen
- Red Price Band
- The Honeys
- Danny Williams
- The Kestrels

## Turnisti
- Billy Preston - tastiera